# Kristian Hammer
Kristian Hammer, född 20 mars 1976, är en norsk f.d. utövare av nordisk kombination. 
Hammer tävlade i världscupen mellan 1997 och 2005 och vann totalt fyra tävlingar. Han deltog i två olympiska spel, 2002 och 2006, och blev som bäst åtta på 15 km vid OS 2002. Vid VM var Hammer med i det norska lag som tog guld både vid VM i Lahtis 2001 och vid VM i Oberstdorf 2005. Individuellt blev det som bäst en bronsmedalj på 7,5 km vid VM 2005.